# Eustrephus latifolius
Eustrephus latifolius oder die Wombatbeere, ist eine Pflanzenart aus dem östlichen Australien, Neuguinea bis zu den Salomonen und Neukaledonien.
Es ist die einzige Art der Gattung Eustrephus.

## Beschreibung
Eustrephus latifolius wächst als teils verholzende Kletterpflanze oder als Halbstrauch bis 5–6 Meter hoch oder lang.
Die einfachen und sitzenden bis kurz gestielte Laubblätter sind wechselständig. Sie sind kahl, eiförmig bis ei- oder lineallanzettlich, ganzrandig und spitz sowie bis etwa 6–14 Zentimeter lang. Die geriefte Nervatur ist handförmig mit einigen vorwärts-bogigen Adern.
Die gestielten Blüten erscheinen achselständig einzeln oder in kleinen Gruppen. Die dreizähligen und zwittrigen Blüten mit doppelter (oder einfacher) Blütenhülle sind weiß oder blassrosa bis mauve. Die schlanken Blütenstiele sind mit einem „Gelenk“ unterteilt. Die Kelchblätter (oder Tepalen) im äußeren Kreis sind etwa gleich gestaltet wie die innen am Rand langhaarigen, fransigen Petalen (oder Tepalen) im inneren Kreis. Es sind 6 kurze, röhrige verwachsene Staubblätter mit aufrechten Antheren vorhanden. Der Fruchtknoten ist oberständig mit einem langen, festen, dicklichen Griffel und kleiner, leicht gelappter Narbe.
Es werden rundliche, orange-gelbe, mehrsamige und dünnfleischige, bis etwa 2 Zentimeter große, mehr oder weniger gelappte, beerenartige Kapselfrüchte gebildet die sich klappig öffnen. Die bis zu 18 Samen sind glänzend schwarz mit einer weißen Strophiole.

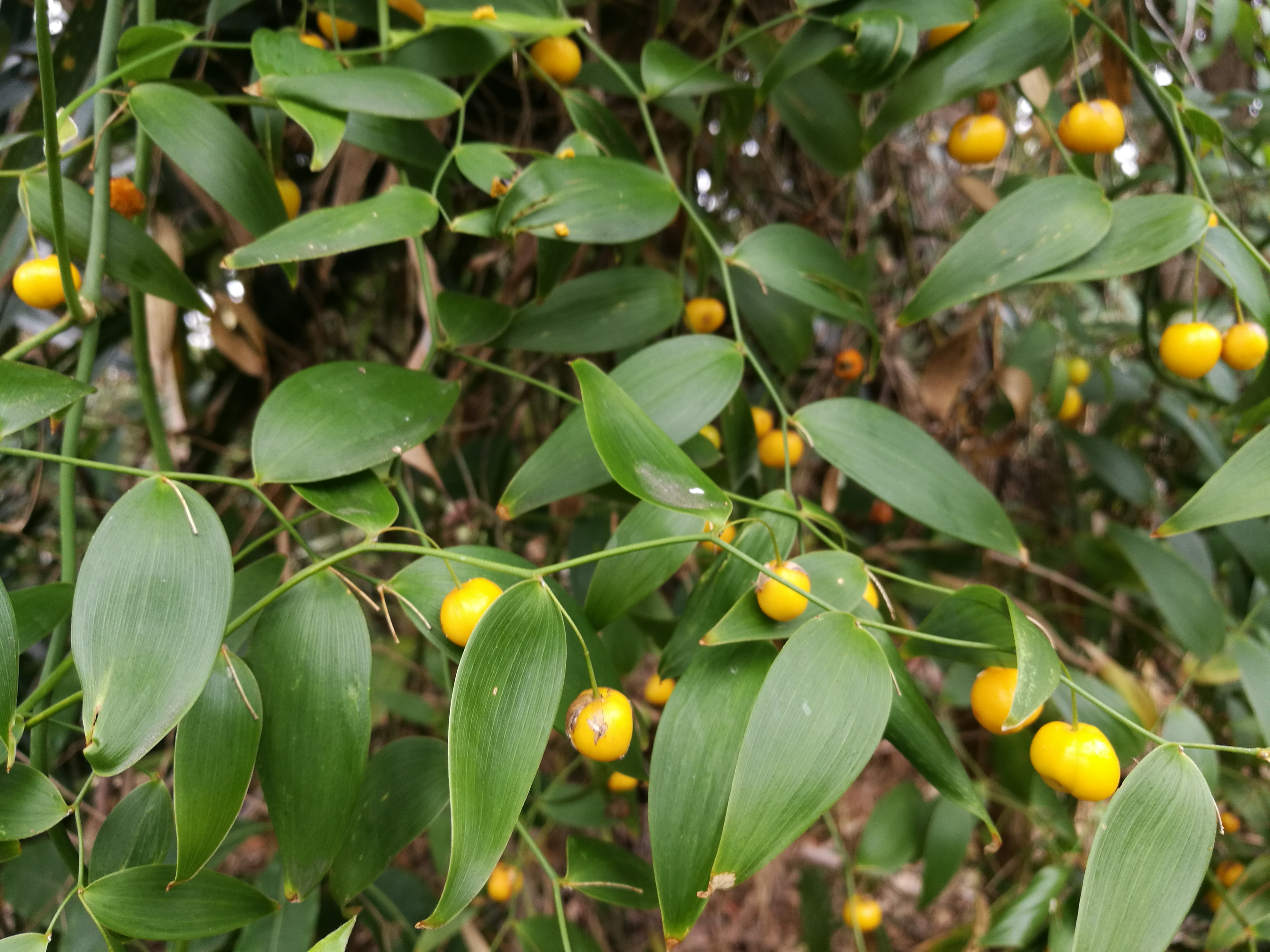
Früchte und Blätter
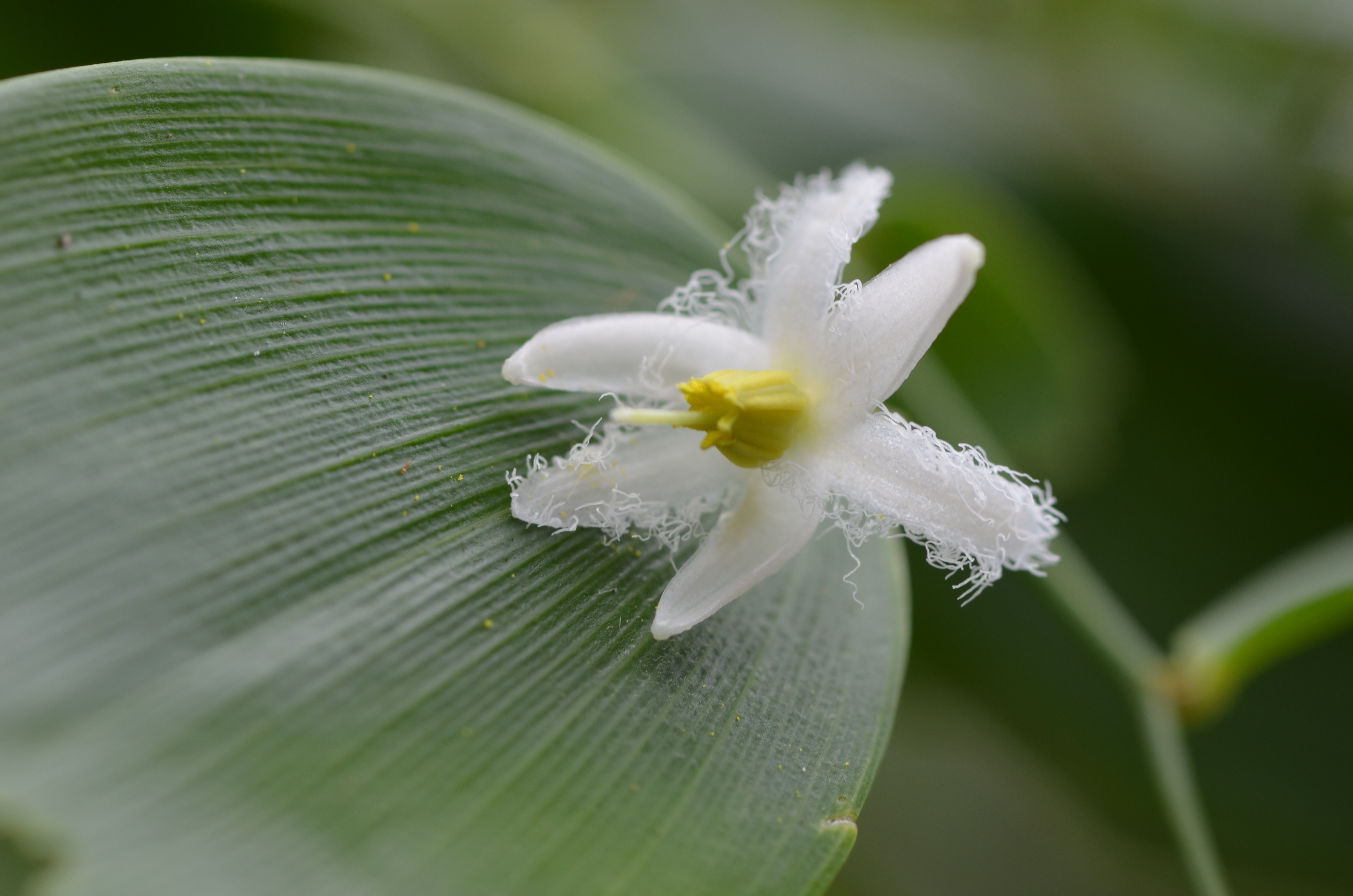
Blüte
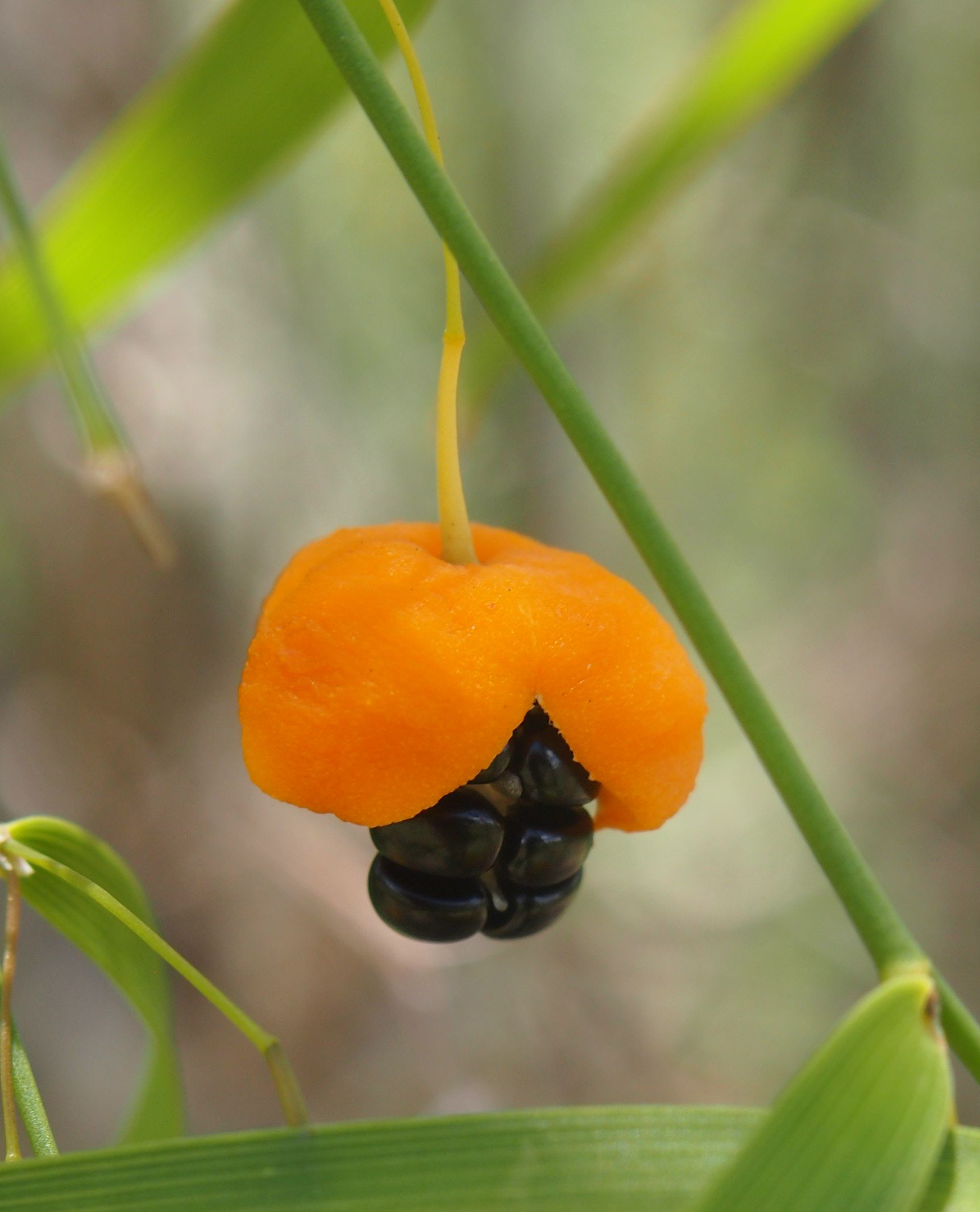
Geöffnete Frucht und Samen

## Verwendung
Die Früchte und die kleinen Wurzelknollen sind essbar.